# Études (Debussy)
De Douze Études (1915) van de Franse componist Claude Debussy nemen een belangrijke plaats in in het piano-onderricht. Het betreft een serie werken die elk een aspect van de pianistiek onder de loep nemen. Van belang is het voorwoord van de componist bij de Études:
Opzettelijk zijn de etudes niet voorzien van een vingerzetting: Hieronder de reden: Het opleggen van een vingerzetting kan logischerwijs zich niet aanpassen aan de samenstelling (grootte, bouw) van de hand. De moderne pianist dacht dit op te lossen door verschillende vingerzettingen erbij te zetten, dat is slechts een lapmiddel. De muziek krijgt daardoor het aspect van een bizarre handeling, waarin, door een onverklaarbaar verschijnsel, de vingers zich zouden moeten vermenigvuldigen. Het geval van Mozart, vroegrijp klavecinist, die niet in staat was de noten van een heel akkoord aan te slaan, en die bedacht om met het puntje van zijn neus de resterende te doen, lost het probleem niet op, en is misschien slechts geschikt in de verbeelding van een overijverige uitgever (redacteur). Onze oude meesters (ik wilde onze beroemde klavecinisten noemen) gaven nooit een vingerzetting aan, vertrouwend, zonder twijfel, op de vindingrijkheid van hun tijdgenoten. Twijfelen aan de kundigheid van de moderne virtuozen zou onbeleefd zijn. Conclusie: het ontbreken van een vingerzetting is een uitstekende oefening, onderdrukt de gedachte van de tegenspraak, die ons dwingt om niet de vingerzetting van de auteur toe te passen, en verifieert deze onsterfelijke woorden: "Men kan nooit beter gediend worden, dan door zichzelf". Laten we onze vingerzettingen uitpluizen.

## Achtergrond
De etudes zijn een laat werk van Debussy. Ze behelzen veel bravoure, en virtuositeit. Ze grijpen qua opzet terug op de oefenwerken van Couperin, Muzio Clementi en Frederic Chopin. De etudes werken op de luisteraar enigszins magisch: elke etude geeft een schets van de mogelijkheden van de piano en van de pianist. In de etudes keert Debussy terug naar meer abstracte muziek. Dit heeft te maken met de Eerste Wereldoorlog: oorlog is niet mooi en de natuur werd dus ook niet langer als uitgangspunt genomen. Ten tweede had Debussy een aantal van zijn naaste vrienden verloren en voelde hij zich in die periode behoorlijk eenzaam. In de etudes valt op dat de melodische lijn min of meer verdwijnt en vervangen wordt door ritme en timbre. Met als andere werken uit deze periode van Debussy verwijst de titel naar meer abstractie. (Vergelijk ook bijvoorbeeld met Debussy's "Sonate" en "Jeux")

## De afzonderlijke etudes
De etudes vormen gezamenlijk kettingstructuren, schakels of elementen die doorgekoppeld worden:
- Etude 1: Pour les cinq doigts; een knipoog naar pianopedagoog Carl Czerny, met een strak ritme. Het werk doet neoklassiek aan en is een Gigue. Bedoeld voor vijf vingers. Egaliteit van de aanslag is het te bestuderen onderwerp.
- Etude 2: Pour les tierces; een oefening in het spelen van gebonden (legato) tertsen. Opvallend is de Italiaanse tempoaanduiding moderato ma non troppo.
- Etude 3: Pour les quartes; een oefening in het spelen van gebonden kwarten.
- Etude 4: Pour les sixtes; een oefening in het spelen van gebonden sexten.
- Etude 5: Pour les octaves; een oktaafetude: trefzekerheid en oktaafkleuring.
- Etude 6: Pour les huit doigts; voor de acht vingers (zonder duimen). Een oefening in het egaal aansluiten van beide handen en het overnemen van een lijntje van de ene hand door de andere.
- Etude 7: Pour les degrés chromatiques; voor chromatiek (loopjes met de vingers dicht opeen)
- Etude 8: Pour les agréments; versieringen; polyritmiek en polymetriek
- Etude 9: Pour les notes répétées; repeterende tonen
- Etude 10: Pour les sonorités opposées; tegengestelde klanken (of "klankvelden"), een oefening in veel verschillende aanslagmanieren en articulaties
- Etude 11: Pour les arpèges composés; samengestelde uitgeschreven arpeggioformaties
- Etude 12: Pour les accords; akkoordspel, trefzekerheid in sprongen.